# Psephactus pariditarsus
Psephactus pariditarsus är en skalbaggsart som beskrevs av Komiya och Heffern 2005. Psephactus pariditarsus ingår i släktet Psephactus och familjen långhorningar. Inga underarter finns listade i Catalogue of Life.